# Mount Kolodkin
Mount Kolodkin (russisch Гора Колодкина Gora Kolodkina, norwegisch Kolodkinhøgda) ist ein 2525 m hoher Berg im ostantarktischen Königin-Maud-Land. In der Südlichen Petermannkette des Wohlthatmassivs ragt er 2,5 km südöstlich der Pineginspitze auf.
Entdeckt und anhand von Luftaufnahmen kartiert wurde er bei der Deutschen Antarktischen Expedition 1938/39 unter der Leitung des Polarforschers Alfred Ritscher. Eine neuerliche Kartierung anhand eigener Luftaufnahmen und Vermessungen erfolgte bei der Dritten Norwegischen Antarktisexpedition (1956–1960) und durch sowjetische Wissenschaftler zwischen 1960 und 1961. Letztere benannten den Berg nach dem russischen Schiffskonstrukteur Jakob Alexejewitsch Kolodkin (1785–1853), Erbauer der Forschungsschiffe Wostok und Mirny der ersten russischen Antarktisexpedition (1819–1821) unter der Leitung von Fabian Gottlieb von Bellingshausen. Das Advisory Committee on Antarctic Names übertrug die russische Benennung 1970 ins Englische.